# 장곡초등학교 반계분교
장곡초등학교 반계분교는 대한민국 충청남도 홍성군에 있었던 공립 초등학교이다.

## 학교 연혁
- 1934년 4월 2일: 장곡공립보통학교 부설 행정간이학교 개교
- 1996년 3월 1일: 반계초등학교로 개칭
- 1999년 3월 1일: 장곡초등학교 반계분교로 편입
- 2017년 3월 1일: 폐교